# Fromberghuizen
De Fromberghuizen zijn een vijftal herenhuizen aan het Willemsplein in de Nederlandse plaats Arnhem die als rijksmonument zijn aangewezen.

## Geschiedenis
Bij de afbraak van de vestingwerken in Arnhem werden de krottenwoningen nabij de Janspoort gespaard. De gemeente wilde echter wel van de aanblik van de huizen af en maakte plannen om een muur voor de krotten te plaatsen. De opdrachtgever Hendrik Willem Fromberg (1812-1882) had echter andere plannen en wilde op deze plaats een zevental herenhuizen bouwen. In 1854 waren de neoclassicistische herenhuizen gereed, gebouwd met een gezamenlijke voorgevel. In de loop der tijd is het aantal huizen achter de gevel teruggebracht naar vijf.

De vijf Fromberghuizen
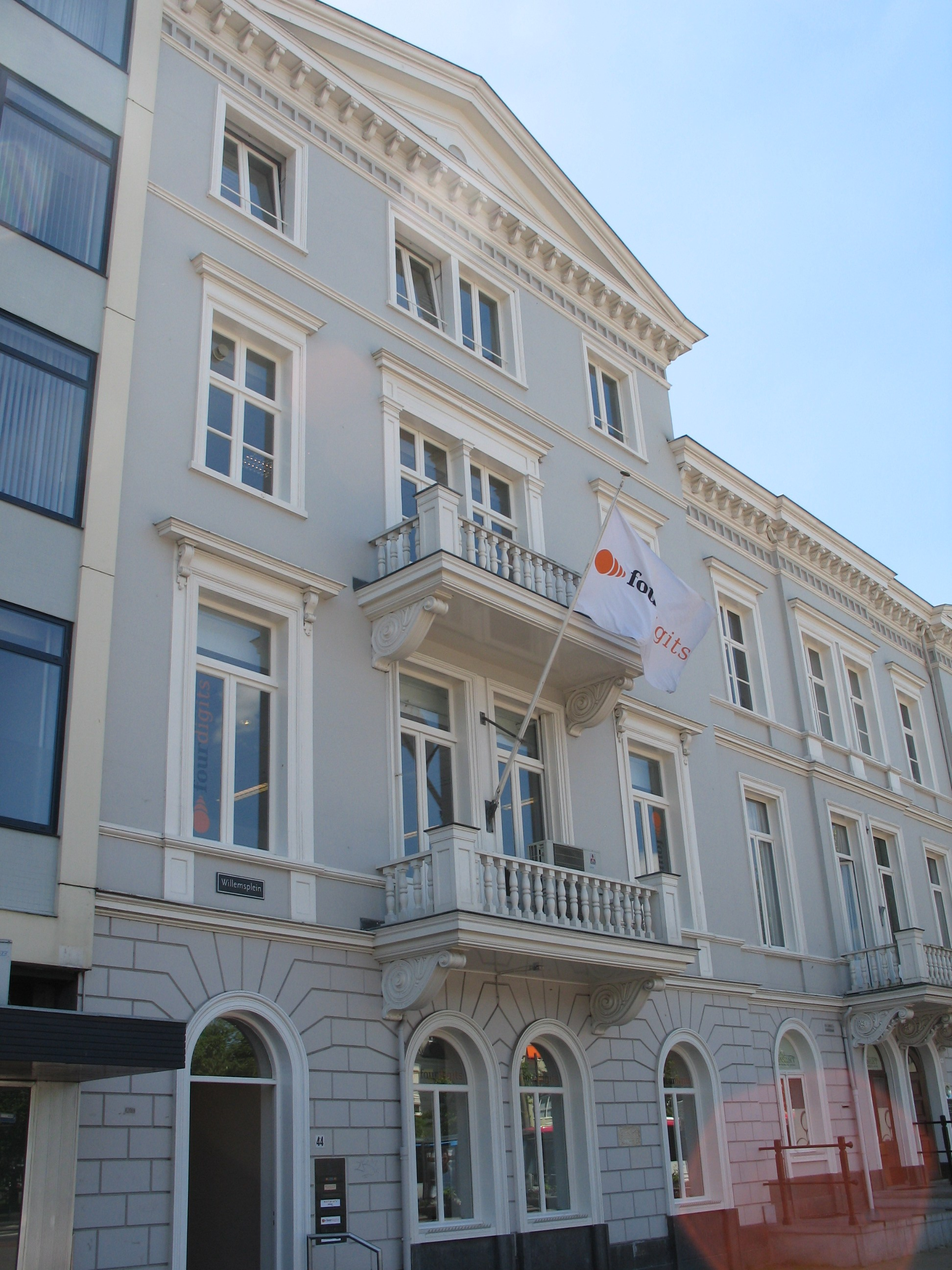
Willemsplein 44
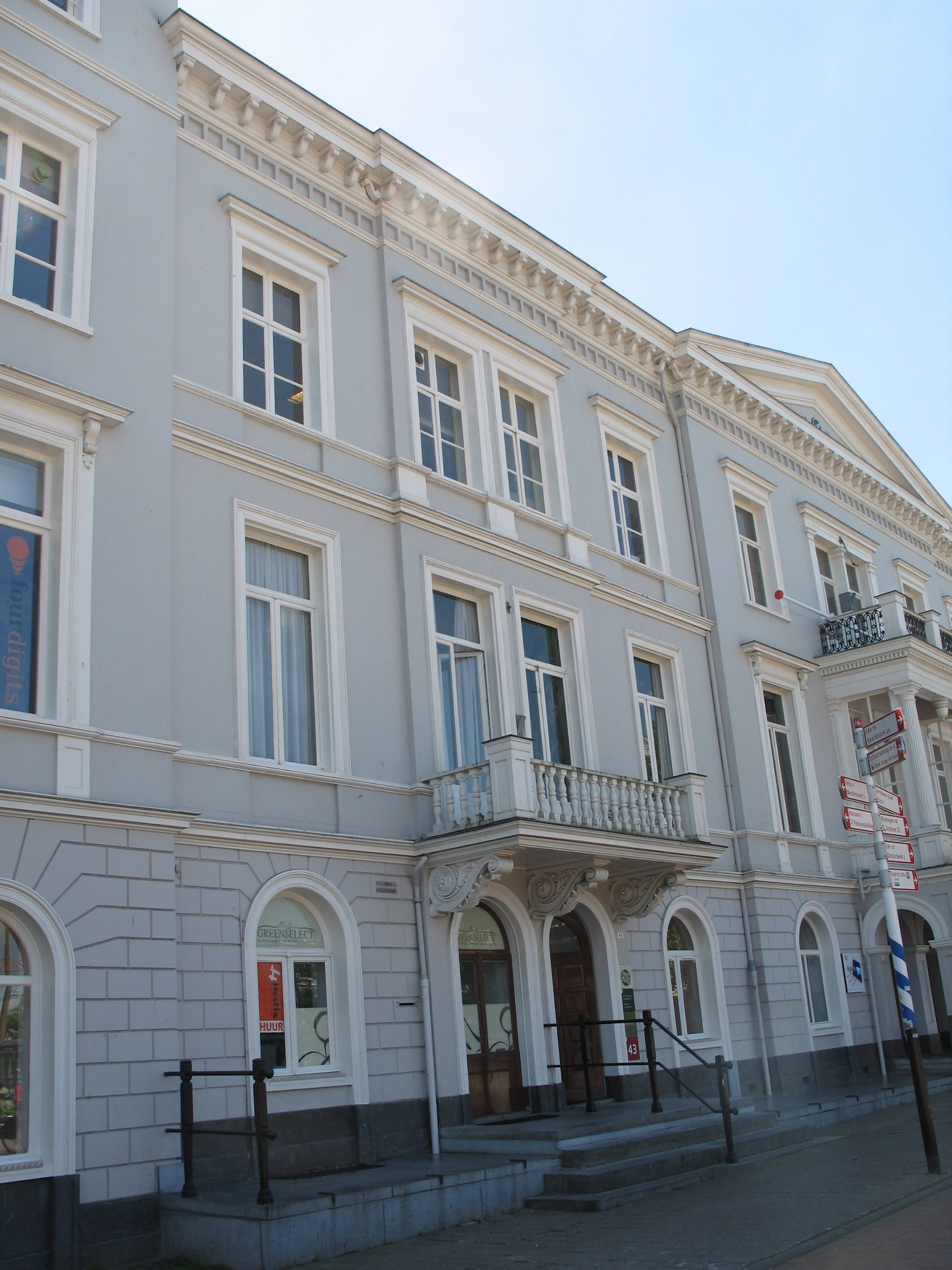
Willemsplein 43
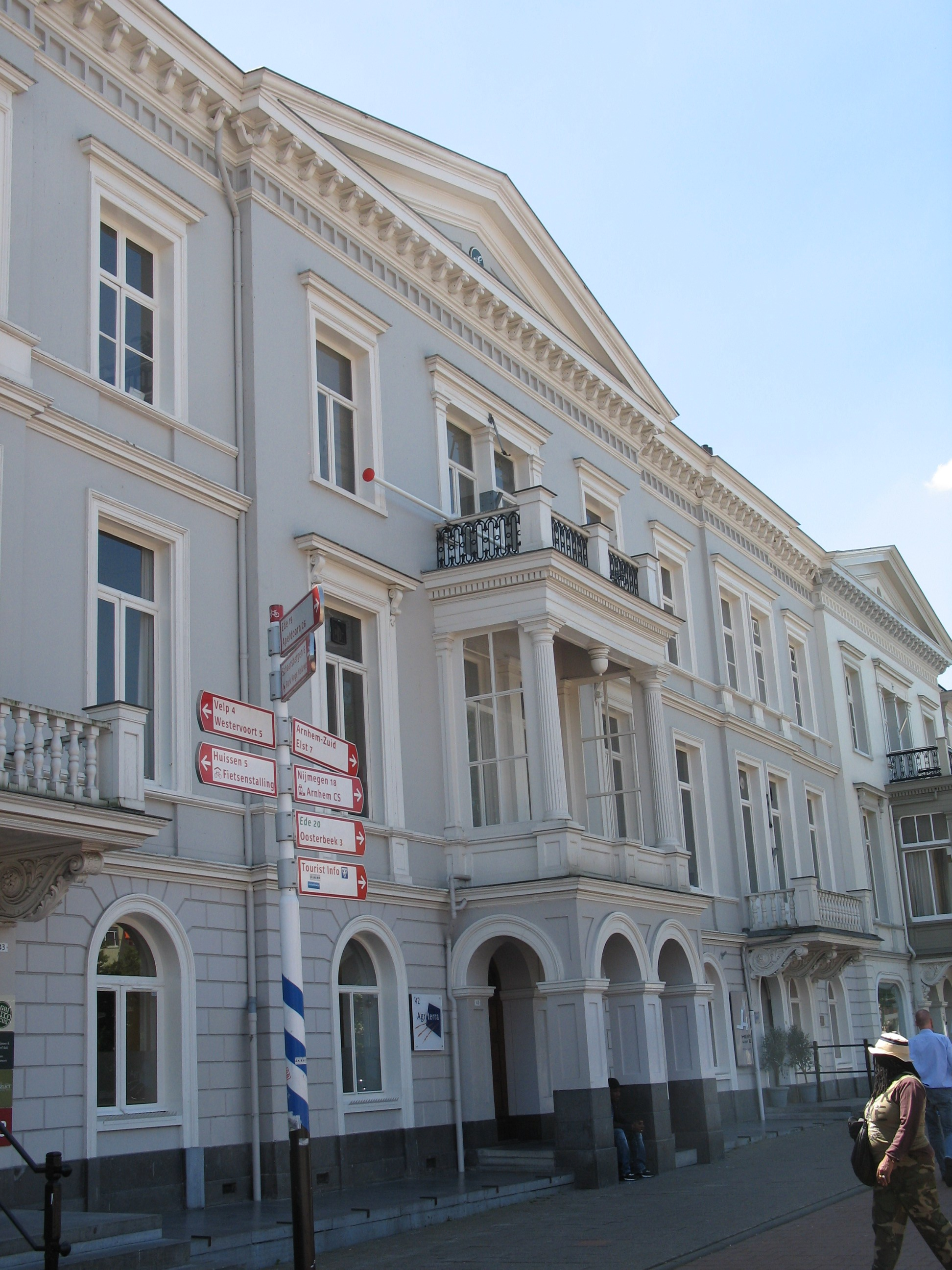
Willemsplein 42
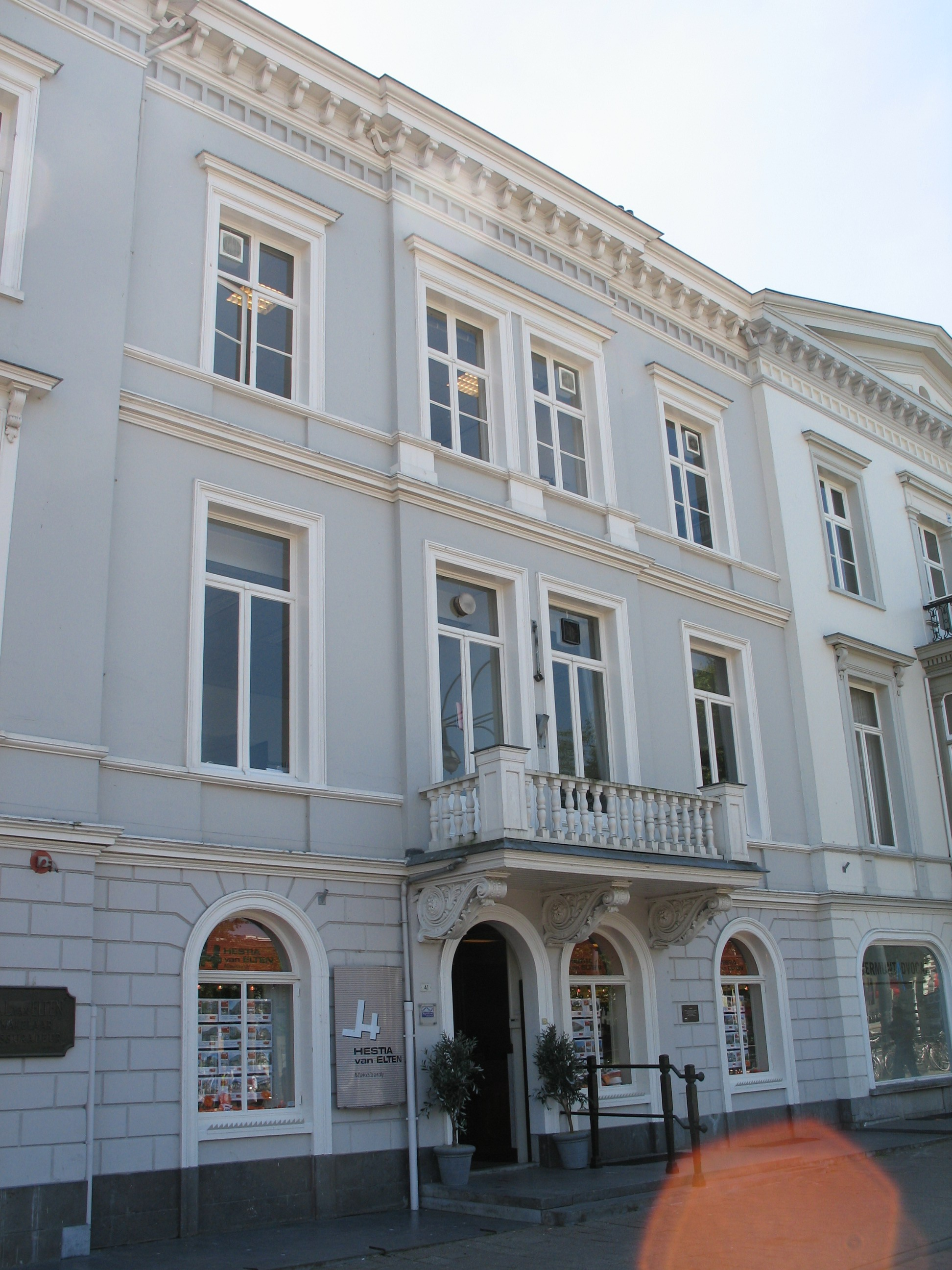
Willemsplein 41
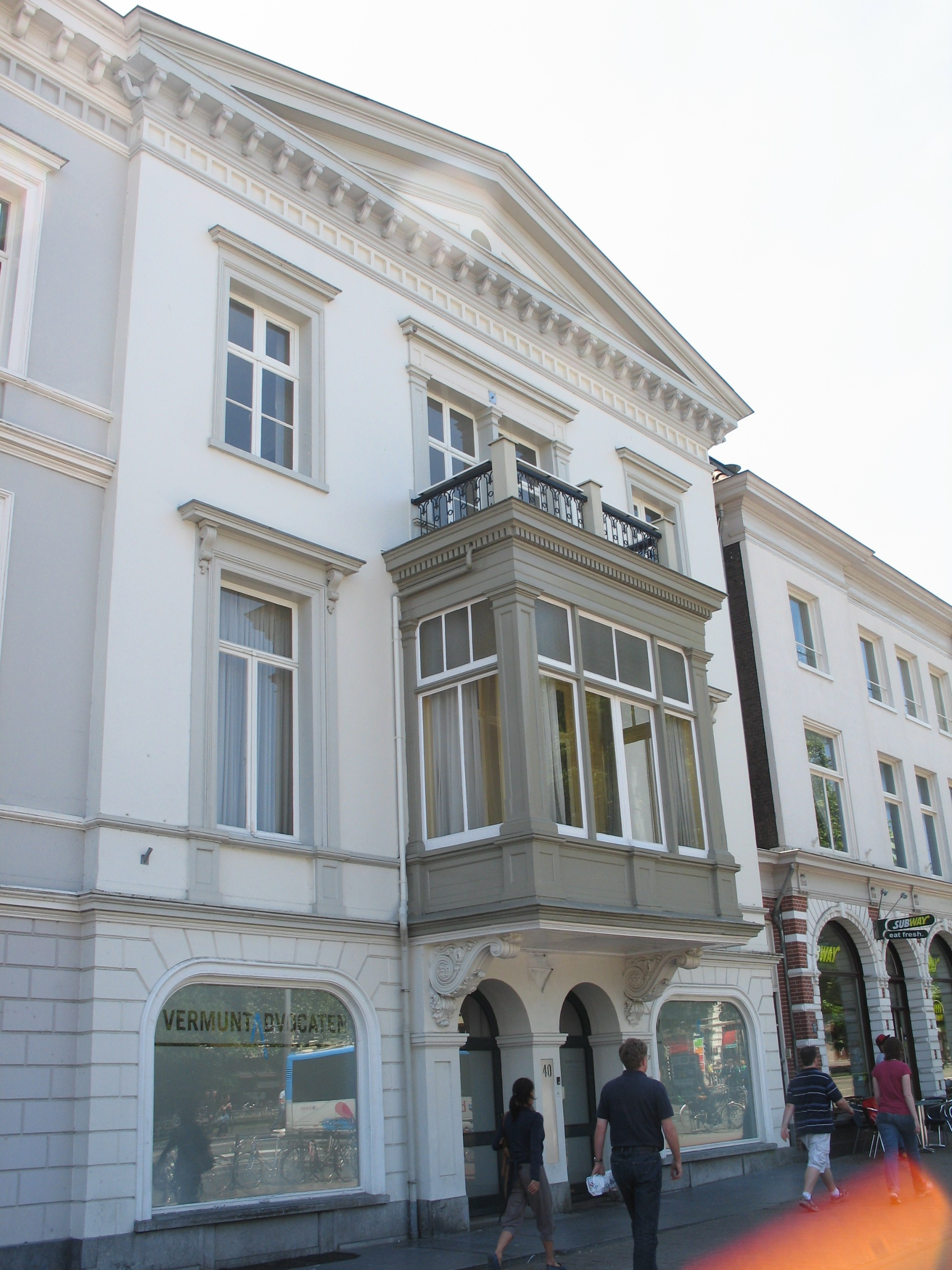
Willemsplein 40